# Antonio Díez de Mogrovejo
Antonio Díez de Mogrovejo y Gómez (Mogrovejo o Potes, 16 de octubre de 1805-†Madrid, 23 de diciembre de 1883) fue un militar español que luchó en las guerras carlistas y la guerra de África.

## Biografía
En 1822, siendo aún muy joven, participó en la guerra realista. Recibió su bautismo de fuego encuadrado en las fuerzas realistas de La Liébana. Posteriormente se encuadró en las fuerzas realistas de Castilla, en clase de cadete, y con ellas, y a las órdenes del cura Merino, combatió en Araujo el 18 de noviembre, entrando en Reinosa a mediados de diciembre. Terminada esta guerra, regresó a la casa paterna, con licencia indefinida y el empleo de alférez.
Estudió en aquellos años Matemáticas y Filosofía en Segovia y la carrera de leyes en Valladolid y Oviedo. Al terminar la licenciatura, coincidiendo con el primer levantamiento carlista en 1833, se alistó bajo las banderas de Don Carlos, entrando en clase de cadete en las fuerzas castellanas.

### Primera guerra carlista
Formó parte de las célebres expediciones de Batanero, Gómez y de Don Basilio, obteniendo por su comportamiento en los diferentes hechos de armas a que concurrió, hasta el empleo de capitán, con el cual asistió al sitio de Guetaria, tomando con su compañía, por asalto, dicha plaza, en unión del entonces también capitán Egaña, amigos queridos e inseparables. Durante su primera época en dicha campana sirvió a las inmediatas órdenes de los generales Villarreal, Eguía y Zumalacárregui, distinguiéndole éste notablemente.

### Servicio en el Ejército español
A la terminación de la guerra civil mandaba el tercer batallón de Castilla con el empleo de teniente coronel y grado de coronel, revalidándose en el ejército y pasando a servir en el regimiento de África, después al de Zamora, tomando luego el mando de los batallones de Barbastro y Baza. En estos destinos dio a conocer las especiales condiciones de mando y de carácter que le distinguían, así que, ascendido a coronel, se le confirió el mando del regimiento de Asturias, que en poco tiempo llegó a alcanzar fama en instrucción y disciplina entre todos los demás cuerpos del ejército.
Luchó contra los revolucionarios de Málaga en 1846 y contra los carlistas en la provincia de Burgos durante la guerra montemolinista.
El general O'Donnell, en 1855, a la sazón ministro de la Guerra y presidente del Consejo, le comisionó para organizar en el Pardo la brigada de cazadores, a instruirla en la nueva táctica de Rivera aceptada para la infantería. En pocos meses aquellos batallones eran la escuela del ejército, y con ellos atacó en 1856 a la milicia sublevada en Madrid, logrando por sus esfuerzos, si no en todo en la parte principal, dominar el pronunciamiento. Por su heroica conducta fue ascendido a brigadier.
Todos estos hechos y algunos otros crearon al brigadier Mogrovejo tal reputación en el ejército, que ya desde entonces su nombre figuraba entre los primeros.
Su fama de organizador, de táctico y de ordenancista le llevó al regimiento de Zamora, que se hallaba en un estado deplorable en instrucción y disciplina. En un año logró que dicho regimiento se colocara a la altura de los mejores del arma.

### Guerra de África
Al estallar la guerra de África, el brigadier Mogrovejo fue uno de los oficiales generales de quien primero echó mano O'Donnell para destinarle al ejército de operaciones. Se le dio a mandar la primera brigada de la primera división del tercer cuerpo, de la que formaba parte el regimiento de Zamora, cuyo mando conservó. Con esta brigada asistió al ataque y toma de la casa del Renegado, en diciembre de 1859, y a las acciones del Serrallo y boquete de Anghera, que en el mismo mes se dieron; a la batalla de los Castillejos el 1 de enero de 1860; a las acciones que se libraron sobre Tetuán los días 4, 10, 12 y 14 de febrero; a las del 11 de marzo y, por último, a la batalla de Wad Ras, logrando por toda recompensa obtener la gran cruz de Isabel la Católica, en vez del empleo de mariscal de campo con que se le prometió recompensar sus valiosos servicios en aquella campaña.
Firmada la paz, regresó a España, siendo nombrado al poco tiempo comandante general de Oviedo, y por último, de Alicante.
Al tenerse conocimiento en Madrid de la sublevación de la escuadra y del ejército de Andalucía en 1868, y al formarse el cuerpo de ejército destinado a sofocar aquel movimiento insurreccional, al brigadier Mogrovejo se le destinó a las inmediatas órdenes del marqués de Novaliches, el cual le encomendó la ardua y temeraria empresa de atacar el puente de Alcolea, en la memorable batalla que abrió las puertas de la patria a la revolución de septiembre y las del extranjero a Isabel II.

### Tercera guerra carlista
Triunfante la revolución de 1868, el brigadier Mogrovejo pidió su cuartel para Valladolid, negándose a obtener mando alguno, como asimismo el empleo de mariscal de campo con que le brindaba el general Prim. Rotos desde este momento sus compromisos con Isabel II, puso su espada y sus talentos al servicio de la monarquía tradicional y española representada por Carlos de Borbón y Austria-Este.
En 1872 fue reducido a prisión, formando antes y después de ella parte de la junta secreta de guerra, nombramiento especial que le confirió el mismo Don Carlos. En 1874 se presentó en Lequeitio a su rey. Su llegada fue de gran resonancia en el ejército carlista, pues su fama y nombre hicieron concebir a los carlistas esperanzas que se esterilizaron por diversas circunstancias. Según Melchor Ferrer, se le confió la organización de un cuerpo expedicionario a Castilla, pero no salió la expedición. Por decreto de 30 de septiembre de 1874 es cesado por el presidente Francisco Serrano, siendo ministro de la Guerra Francisco Serrano Bedoya. A la par fue cesado el brigadier Joaquín Llavaneras Sola.
En 1875 era jefe del Cuarto militar de Carlos VII, quien depositó en él toda su confianza. El general Mogrovejo resultó herido de bala en los campos de Urnieta, donde su reputación militar se acrecentó, acrecentándose al propio tiempo su prestigio en el ejército carlista. La herida amenguó sus bríos e hizo decaer su espíritu, y por la avanzada edad que tenía, el general Mogrovejo hubiera podido llegar a ser uno de los hombres que necesitaba el partido carlista.
Según Leoncio González de Granda, que combatió bajo sus órdenes, «el general Mogrovejo hubiera llegado a ser acaso uno de los hombres que necesitaba el partido carlista», pero no lo fue, por lo que «la maledicencia y la envidia [se cebó] en él como en otros tantos».
Para González de Granda, el general Mogrovejo era «por temperamento extremadamente rígido, y, sí se quiere, exagerado en el cumplimiento de sus deberes, lo que unido, en parte, a sus condiciones de carácter, le valieron no pocas enemistades y excesivos disgustos». También lo definió como «un general entendido y muy ilustrado. En el ejército llegó á conquistar justa fama de organizador, y al lado de Don Carlos, por sus condiciones personales, de inteligencia y valer, los más altos puestos de confianza, hasta la terminación de la campaña, en que desempeñaba el cargo de jefe de su cuarto militar.
Al enfermar, Don Carlos envió constantes telegramas desde Venecia, interesándose por su estado de salud, y expresó a la familia sus condolencias al producirse su fallecimiento.